# Loewia phaeoptera
Loewia phaeoptera är en tvåvingeart som först beskrevs av Johann Wilhelm Meigen 1824.  Loewia phaeoptera ingår i släktet Loewia och familjen parasitflugor. Arten har ej påträffats i Sverige. Inga underarter finns listade i Catalogue of Life.